# Phyllanthus nozeranianus
Espèce
Phyllanthus nozeranianus est une espèce de plantes à fleurs de la famille des Phyllanthaceae. Elle a été décrite en 1985 par Jean F. Brunel et Jean Roux dans Willdenowia n°14, qui l'ont dédiée à René Nozeran, professeur de botanique à l'Université Paris-Sud, « instigateur de nombreux travaux expérimentaux sur le genre Phyllanthus L. ».